# بارياحا
بارياحا قرية تتبع ناحية حمام واصل في منطقة بانياس التابعة لمحافظة طرطوس.